# Rolf Herricht
Rolf Herricht (Magdeburgo, 5 de octubre de 1927-Berlín, 23 de agosto de 1981) fue un actor teatral, cinematográfico y televisivo, humorista y cantante de nacionalidad alemana.

## Biografía

### Inicios
Su nombre completo era Rolf Oskar Ewald Günter Herricht, y nació en Magdeburgo, Alemania. Herricht finalizó su formación escolar en 1943 tras superar un Notabitur, una forma de Abitur (examen final de la educación secundaria) diseñado para los alumnos de escuela libre que debían ser movilizados. En 1945 fue alistado para formar en el Volkssturm, siendo destinado como ayudante de una batería antiaérea.
Finalizada la Segunda Guerra Mundial, empezó a trabajar como jefe de utilería y director de escena en un teatro de su nativa Magdeburgo, a la vez que estudiaba interpretación en un estudio local. Finalizada su formación, actuó en teatros de Salzwedel, Stendal, Staßfurt, Güstrow, y también en el Teatro Kleist de Fráncfort del Óder.
Herricht conoció al actor Hans-Joachim Preil en 1951, mientras ambos trabajaban en Bernburg. Los dos formaron el dúo cómico 'Herricht and Preil', escenificando su primer número, 'The Chess Match', en 1953. En la actuación Herricht interpretaba al 'gracioso', mientras que Preil era el 'serio'. La pareja continuó en activo hasta la muerte de Herricht.
En 1957 Herricht volvió al Magdeburg Theater, donde permaneció hasta 1961. Principalmente hizo papeles cómicos, como fue el caso del escribiente de Der Biberpelz o el borracho de Fausto I.
Durante su tiempo en Magdeburgo también trabajó en la radio. Él y Preil actuaron por vez primera en la televisión cuando uno de sus sketches fue retransmitido por la Deutscher Fernsehfunk en 1959. El show fue bien recibido por el público, y ambos empezaron a actuar de manera regular en la televisión, llegando a convertirse en los cómicos más celebrados de la República Democrática de Alemania.

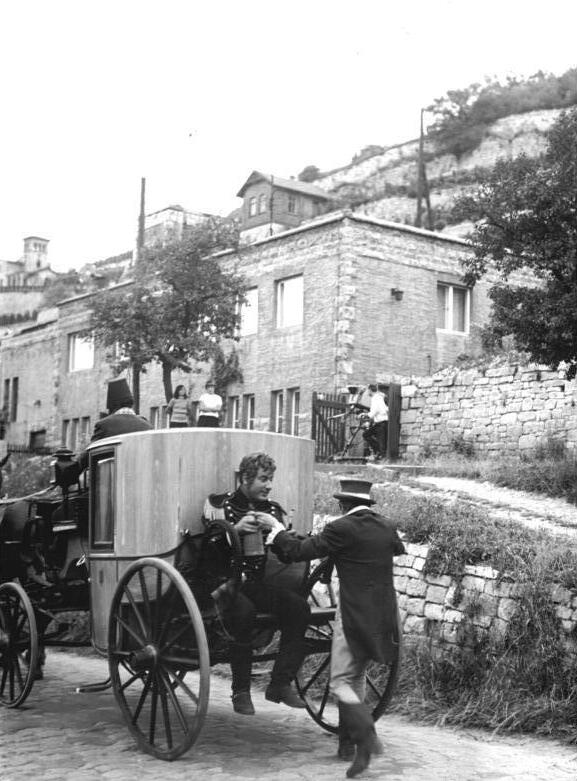
Herricht (de espaldas a la cámara) con Manfred Krug durante el rodaje de Hauptmann Florian von der Mühle. 12 de agosto de 1967.

El debut cinematográfico de Herricht tuvo lugar en 1959 en la comedia de la Deutsche Film-Aktiengesellschaft (DEFA) Bevor der Blitz einschlägt, haciendo un pequeño papel. Posteriormente Herricht actuó en unas veinte producciones cinematográficas, a la vez que también trabajaba en muchas películas televisivas. Por otra parte, en 1964 se sumó al elenco habitual del Metropol Theater de Berlín. 
Herricht actuó en la gran pantalla en papeles relativamente menores hasta que el guionista Maurycy Janowski y el director Gottfried Kolditz decidieron crear un argumento cinematográfico que pudiera basarse en sus habilidades cómicas, saliendo a la luz el film de 1964 Geliebte weiße Maus. La película tuvo un considerable éxito, y Herricht protagonizó otras varias populares comedias de la DEFA en los años 1960 y 1970, entre ellas Der Reserveheld (1965) y Meine Freundin Sybille (1967). Su cinta de 1965 Hände hoch oder ich schieße fue prohibida por la 11.ª sesión plenaria del Partido Socialista Unificado de Alemania, y solo estrenada en 2009, 28 años después de su muerte.
Además de actor y humorista, Herricht fue también cantante.
Herricht fue galardonado en dos ocasiones con el Premio del Arte de la República Democrática de Alemania: el 17 de mayo de 1973 y el 13 de mayo de 1977.
Rolf Herricht falleció en Berlín, Alemania, en 1981, a causa de un infarto agudo de miocardio, ocurrido mientras actuaba en la obra Kiss Me, Kate, representada en el Metropol. Tenía 53 años de edad. Fue enterrado en el Cementerio Francés de Berlín.

## Filmografía

### Cine
| - 1959: Bevor der Blitz einschlägt - 1959: Musterknaben - 1960: Seilergasse 8 - 1961: For Eyes Only - 1962: Auf der Sonnenseite - 1964: Geliebte weiße Maus - 1965: Der Reserveheld - 1965: Nichts als Sünde - 1966/2009: Hände hoch oder ich schieße - 1967: Meine Freundin Sybille - 1968: Hauptmann Florian von der Mühle | - 1968: 12 Uhr mittags kommt der Boß - 1969: Mit mir nicht, Madam! - 1969: Der Weihnachtsmann heißt Willi - 1969: Seine Hoheit – Genosse Prinz - 1970: Husaren in Berlin - 1971: Chyornye sukhari - 1972: Der Mann, der nach der Oma kam - 1972: Nicht schummeln, Liebling! - 1977: DEFA Disko 77 - 1979: Der Baulöwe |

### Televisión
| - 1959: Wie die Wilden - 1960: Zweimal Madeleine - 1961: Gastspiele im Dschungel - 1961: Kater Lampe - 1961: Bodo Baddy's bunte Bühne - 1962: Was halten Sie von Musik? - 1963: Komm mit mir nach Montevideo - 1965: Muss das sein? - 1966: Drei leichte Fälle - 1969: Tolle Tage - 1970: Der Schein trügt - 1972: Der Mann seiner Frau - 1973: Ein gewisser Katulla - 1974: Schultze mit "tz" - 1974: So eine Frau... - 1974: Alle Haare wieder - 1975: Mein lieber Kokoschinsky | - 1976: Keine Hochzeit ohne Ernst (Bunbury) - 1976: Fürs ganze Leben - 1976: Heute Ruhetag - 1976: Frauen sind Männersache - 1976: Maxe Baumann - Ferien ohne Ende - 1977: Umwege ins Glück - 1977: Der rasende Roland - 1977: Ehe man Ehefrau bleibt - 1977: Urlaub nach Prospekt - 1977: Du und icke und Berlin - 1977: Maxe Baumann - Keine Ferien für Max - 1978: Ein Hahn im Korb - 1978: Maxe Baumann - Max auf Reisen - 1979: Maxe Baumann - Überraschung für Max - 1980: Maxe Baumann - Max in Moritzhagen |

## Singles
| - Ausgerechnet Blechmusik - Die Eiszeit Kommt Wieder - Die Vielweiberei - Gelber Mond - Ich bin auf den Hund gekommen - Ich bin ein Star des Fußballplatzgesangsvereins - Ich soll stets die Leute nur zum Lachen bringen | - Immer dieser Ärger mit den Kleinen - Klamotten-Rag - Laubenpiepergartenhundefest - Mein grüner Papagei - Oh, dieser Jazz - Wenn Sie mich so anseh'n |

## Literatura
- Hans-Joachim Preil: »Aber, Herr Preil!«. Erinnerungen. Ullstein-Verlag, 1994, ISBN 3-548-23420-8
- Hans-Joachim Preil: Das Beste von Herricht und Preil Eulenspiegel-Verlag, Berlín 2008; ISBN 978-3-359-02214-5
- Elke Schneider, Magdeburger Biographisches Lexikon, Magdeburgo 2002, ISBN 3-933046-49-1
- Rolf Herricht en http://bundesstiftung-aufarbeitung.de